# 新富町停留場
新富町停留場（しんとみちょうていりゅうじょう）は、富山県富山市新富町にある、富山地方鉄道富山軌道線支線の停留場である。駅番号はC16。
併用軌道に設置されている。

## 歴史
- 1913年（大正2年）9月1日：富山電気軌道の神通町停留場として開業[2]。
- 1920年（大正9年）7月1日：富山市に譲渡され、富山市営軌道の停留場となる[3]。
- 1934年（昭和9年）頃：桜橋 - 富山駅前 - 総曲輪間のルート変更により現在地に移転[2]。
- 1943年（昭和18年）1月1日：路線譲渡により富山地方鉄道の停留場となる[4]。
- 1945年（昭和20年）8月2日：富山大空襲の戦災より休止[5]。
- 1949年（昭和24年）3月15日：富山駅前 - 旅篭町間復旧に伴い営業再開[6]。
- 1962年（昭和37年）5月1日：新富町停留場に改称[7]。

## 停留場構造
相対式ホーム2面2線の地上駅。ホームは交差点を挟み反対側にある千鳥式配置。2016年（平成28年）3月にはスロープを設けバリアフリー化のうえ、上屋付の駅舎となった。

## 停留場周辺
当駅周辺は、飲食店が数多く連ねている。特に金曜や土曜の夜は、駅前飲食店街歓楽街として賑わいを見せる。また、ホテルも多い。
- 富山エクセルホテル東急
- ホテルルートイン富山
- ホテルクラウンヒルズ富山（ブリーズベイホテルグループ）
- ホテルパークイン富山
- ホテルプライム富山
- 富山駅前郵便局
- 富山銀行富山駅前支店

## 隣の停留場
富山地方鉄道
富山軌道線（支線・富山駅南北接続線）
富山駅停留場 (C15) - （支線接続点） - 新富町停留場 (C16) - 県庁前停留場 (C17)